# 411. inženirska brigada (ZDA)
411. inženirska brigada (izvirno angleško 411th Engineer Brigade) je bila inženirska brigada Kopenske vojske Združenih držav Amerike.

## Zgodovina
Brigada je bila ustanovljena z razširitvijo 355. inženirskega polka.

## Odlikovanja
- Meritorious Unit Commendation